# Балка Баштанка (притока Інгулу)
Балка Баштанка — балка (річка) в Україні у Баштанському районі Миколаївської області. Ліва притока річки Інгулу (басейн Південного Бугу).

## Опис
Довжина балки 18 км, похил річки 3,2 м/км площа басейну водозбору 226 км², найкоротша відстань між витоком і гирлом — 15,51 км, коефіцієнт звивистості річки — 1,16. Формується декількома балками та загатами. На деяких ділянках балка пересихає.

## Розташування
Бере початок на південній стороні від села Шевченко. Тече переважно на південний захід через місто Баштанку, між селами Новогеоргіївка та Шляхове і на північно-західній стороні від села Констянтинівка впадає в річку Інгул, ліву притоку річки Південного Бугу.

## Цікаві факти
- У місті Баштанка балку перетинає автошлях Н11[4] (автомобільний шлях національного значення на території України, Дніпро — Кривий Ріг — Миколаїв. Проходить територією Дніпропетровської та Миколаївської областей.).
- На балці існують газгольдери, газові та артезіанські свердловини[2].